# Eduardo Fernández Delgado
Eduardo Fernández Delgado (Villavicencio, siglo XX) es un economista y político colombiano, quien fue gobernador de Meta.

## Biografía
Nacido en Villavicencio, posee un doctorado en Economía de la Universidad de Illinois, en Estados Unidos, así como una especialización en finanzas públicas y una maestría en ciencias económicas.
Fue director general de Presupuesto Nacional, secretario de Hacienda de Bogotá y asesor del Consejo Superior de Política Fiscal.
Afiliado al Partido Liberal, fue gobernador del departamento de Meta, Colombia entre el 7 de septiembre de 1991 y el 1 de enero de 1992, siendo el último gobernador de Meta elegido por decreto presidencial, pues la constitución Colombiana de 1991 estipuló que los siguientes gobernadores y alcaldes serían elegidos por votación popular.
En 1996 fue Viceministro de Hacienda y Crédito Público.